# Princess Cruises
La Princess Cruises è una compagnia di navigazione statunitense di proprietà di Carnival Corporation. La sua sede principale è a Santa Clarita, California.

## Storia
Nata nel 1965 per iniziativa di Stanley McDonald, la compagnia è poi stata acquistata dalla Peninsular & Oriental Steam Navigation Company, che l'ha gestita direttamente fino al 23 ottobre 2000 per poi dare origine, tramite scorporo, alla società indipendente P&O Princess Cruises PLC. La P&O Princess Cruises PLC si fuse con la Carnival Corporation nel 2003, dando origine al più grosso operatore del mondo nel settore delle crociere.

## Flotta
La sua flotta, comprendente un totale di 16 navi in servizio, è composta da:
| Nave               | Immagine | Classe            | Bandiera | Stazza (T.S.L.) | Lunghezza (m) | Ponti | Numero cabine | Passeggeri massimi | Velocità di crociera (Nodi) | Anno | Cantiere                                  | Note                                            |
| ------------------ | -------- | ----------------- | -------- | --------------- | ------------- | ----- | ------------- | ------------------ | --------------------------- | ---- | ----------------------------------------- | ----------------------------------------------- |
| Grand Princess     |          | Grand             |          | 107 000         | 289,86        | 13    | 1301          | 2600               | 22                          | 1998 | Fincantieri (Monfalcone)                  |                                                 |
| Coral Princess     |          | Coral             |          | 91 000          | 294           | 16    | 1000          | 1970               | 22                          | 2002 | Chantiers de l'Atlantique (Saint-Nazaire) |                                                 |
| Island Princess    |          | Coral             |          | 91 000          | 294           | 16    | 1107          | 1970               | 22                          | 2003 | Chantiers de l'Atlantique (Saint-Nazaire) |                                                 |
| Diamond Princess   |          | Grand (Gem)       |          | 115 000         | 289,86        | 13    | 1353          | 2670               | 22                          | 2004 | Mitsubishi (Nagasaki)                     |                                                 |
| Sapphire Princess  |          | Grand (Gem)       |          | 115 000         | 289,86        | 13    | 1339          | 2670               | 22                          | 2004 | Mitsubishi (Nagasaki)                     |                                                 |
| Caribbean Princess |          | Grand (Caribbean) |          | 112 000         | 289,86        | 14    | 1569          | 3142               | 22                          | 2004 | Fincantieri (Monfalcone)                  | Ristrutturata nel 2017.                         |
| Crown Princess     |          | Grand (Crown)     |          | 113 000         | 289,86        | 15    | 1531          | 3080               | 22                          | 2006 | Fincantieri (Monfalcone)                  |                                                 |
| Emerald Princess   |          | Grand (Crown)     |          | 113 000         | 289,86        | 15    | 1533          | 3080               | 22                          | 2007 | Fincantieri (Monfalcone)                  | Ristrutturata nel 2015.                         |
| Ruby Princess      |          | Grand (Crown)     |          | 113 000         | 289,86        | 15    | 1530          | 2767               | 22                          | 2008 | Fincantieri (Monfalcone)                  | Ristrutturata nel 2018.                         |
| Royal Princess     |          | Royal             |          | 141 000         | 330           | 19    | 1780          | 3600               | 22                          | 2013 | Fincantieri (Monfalcone)                  |                                                 |
| Regal Princess     |          | Royal             |          | 145 100         | 330           | 19    | 1780          | 3600               | 22                          | 2014 | Fincantieri (Monfalcone)                  |                                                 |
| Majestic Princess  |          | Royal             |          | 143 000         | 330           | 19    | 1780          | 3600               | 22                          | 2017 | Fincantieri (Monfalcone)                  | Espressamente progettata per il mercato cinese. |
| Sky Princess       |          | Royal             |          | 145 000         | 330           | 19    | 1834          | 3600               | 22                          | 2019 | Fincantieri (Monfalcone)                  |                                                 |
| Enchanted Princess |          | Royal             |          | 145 281         | 330           | 19    | 1830          | 3.660              | 22                          | 2020 | Fincantieri (Monfalcone)                  |                                                 |
| Discovery Princess |          | Royal             |          | 145 000         | 330           | 19    | 1830          | 3.660              | 22                          | 2022 | Fincantieri (Monfalcone)                  |                                                 |
| Sun Princess       |          | Sphere            |          | 175.000         | 345           | 21    | 2150          | 4.300              |                             | 2024 | Fincantieri (Monfalcone)                  |                                                 |

### In costruzione
| Nave          | Classe | Stazza  | Stato          | Prevista consegna  | Costruttore              | Note |
| ------------- | ------ | ------- | -------------- | ------------------ | ------------------------ | --- |
| Star Princess | Sphere | 175 000 | In costruzione | primavera del 2025 | Fincantieri (Monfalcone) | Le navi saranno alimentate da gas naturale liquefatto (GNL) e saranno le navi da crociera più grandi mai costruite in Italia. |